# Eleições legislativas portuguesas de 1987 no distrito de Coimbra
| Eleições legislativas portuguesas de 1987 Distritos: Aveiro \| Beja \| Braga \| Bragança \| Castelo Branco \| Coimbra \| Évora \| Faro \| Guarda \| Leiria \| Lisboa \| Portalegre \| Porto \| Santarém \| Setúbal \| Viana do Castelo \| Vila Real \| Viseu \| Açores \| Madeira \| Estrangeiro |

## Resultados por Concelho
Os resultados nos concelhos do Distrito de Coimbra foram os seguintes:

### Arganil
| Partido                 | Partido                        | Votos  | %               | +/-   |
| ----------------------- | ------------------------------ | ------ | --------------- | ----- |
|                         | Partido Social Democrata       | 5 434  | 60,35 / 100,00  | 19,86 |
|                         | Partido Socialista             | 2 192  | 24,34 / 100,00  | 1,89  |
|                         | Centro Democrático e Social    | 413    | 4,59 / 100,00   | 3,25  |
|                         | Partido Renovador Democrático  | 200    | 2,22 / 100,00   | 12,35 |
|                         | Coligação Democrática Unitária | 168    | 1,87 / 100,00   | 1,47  |
|                         | Outros                         | 321    | 3,57 / 100,00   |       |
| Votos Inválidos         | Votos Inválidos                | 276    | 3,07 / 100,00   | 0,17  |
| Total                   | Total                          | 9 004  | 100,00 / 100,00 |       |
| Eleitorado/Participação | Eleitorado/Participação        | 12 257 | 73,46 / 100,00  | 0,30  |

### Cantanhede
| Partido                 | Partido                        | Votos  | %               | +/-   |
| ----------------------- | ------------------------------ | ------ | --------------- | ----- |
|                         | Partido Social Democrata       | 12 745 | 62,99 / 100,00  | 22,62 |
|                         | Partido Socialista             | 4 238  | 20,95 / 100,00  | 5,66  |
|                         | Centro Democrático e Social    | 1 542  | 7,62 / 100,00   | 10,99 |
|                         | Coligação Democrática Unitária | 439    | 2,17 / 100,00   | 1,07  |
|                         | Partido Renovador Democrático  | 251    | 1,24 / 100,00   | 4,61  |
|                         | Outros                         | 509    | 2,53 / 100,00   |       |
| Votos Inválidos         | Votos Inválidos                | 509    | 2,52 / 100,00   | 0,26  |
| Total                   | Total                          | 20 233 | 100,00 / 100,00 |       |
| Eleitorado/Participação | Eleitorado/Participação        | 30 756 | 65,79 / 100,00  | 3,21  |

### Coimbra
| Partido                 | Partido                        | Votos   | %               | +/-   |
| ----------------------- | ------------------------------ | ------- | --------------- | ----- |
|                         | Partido Social Democrata       | 35 470  | 43,87 / 100,00  | 19,28 |
|                         | Partido Socialista             | 24 740  | 30,60 / 100,00  | 4,06  |
|                         | Coligação Democrática Unitária | 9 495   | 11,74 / 100,00  | 3,94  |
|                         | Partido Renovador Democrático  | 3 522   | 4,36 / 100,00   | 15,79 |
|                         | Centro Democrático e Social    | 3 326   | 4,11 / 100,00   | 3,53  |
|                         | Outros                         | 2 591   | 3,21 / 100,00   |       |
| Votos Inválidos         | Votos Inválidos                | 1 710   | 2,11 / 100,00   | 0,51  |
| Total                   | Total                          | 80 854  | 100,00 / 100,00 |       |
| Eleitorado/Participação | Eleitorado/Participação        | 110 730 | 73,02 / 100,00  | 2,86  |

### Condeixa-a-Nova
| Partido                 | Partido                        | Votos  | %               | +/-   |
| ----------------------- | ------------------------------ | ------ | --------------- | ----- |
|                         | Partido Social Democrata       | 3 380  | 45,98 / 100,00  | 20,28 |
|                         | Partido Socialista             | 2 432  | 33,08 / 100,00  | 1,78  |
|                         | Coligação Democrática Unitária | 616    | 8,38 / 100,00   | 3,72  |
|                         | Partido Renovador Democrático  | 273    | 3,71 / 100,00   | 16,39 |
|                         | Centro Democrático e Social    | 191    | 2,60 / 100,00   | 1,86  |
|                         | Outros                         | 261    | 3,55 / 100,00   |       |
| Votos Inválidos         | Votos Inválidos                | 198    | 2,70 / 100,00   | 0,47  |
| Total                   | Total                          | 7 351  | 100,00 / 100,00 |       |
| Eleitorado/Participação | Eleitorado/Participação        | 10 276 | 71,54 / 100,00  | 3,00  |

### Figueira da Foz
| Partido                 | Partido                        | Votos  | %               | +/-   |
| ----------------------- | ------------------------------ | ------ | --------------- | ----- |
|                         | Partido Social Democrata       | 14 873 | 44,81 / 100,00  | 23,35 |
|                         | Partido Socialista             | 9 665  | 29,12 / 100,00  | 2,55  |
|                         | Coligação Democrática Unitária | 2 965  | 8,93 / 100,00   | 3,21  |
|                         | Partido Renovador Democrático  | 2 010  | 6,06 / 100,00   | 20,40 |
|                         | Centro Democrático e Social    | 1 344  | 4,05 / 100,00   | 2,48  |
|                         | Outros                         | 1 312  | 3,97 / 100,00   |       |
| Votos Inválidos         | Votos Inválidos                | 1 019  | 3,07 / 100,00   | 0,21  |
| Total                   | Total                          | 33 188 | 100,00 / 100,00 |       |
| Eleitorado/Participação | Eleitorado/Participação        | 49 743 | 66,72 / 100,00  | 1,28  |

### Góis
| Partido                 | Partido                        | Votos | %               | +/-   |
| ----------------------- | ------------------------------ | ----- | --------------- | ----- |
|                         | Partido Social Democrata       | 1 849 | 53,00 / 100,00  | 21,22 |
|                         | Partido Socialista             | 1 122 | 32,16 / 100,00  | 6,92  |
|                         | Centro Democrático e Social    | 155   | 4,44 / 100,00   | 5,24  |
|                         | Coligação Democrática Unitária | 69    | 1,98 / 100,00   | 1,12  |
|                         | Partido Renovador Democrático  | 46    | 1,32 / 100,00   | 7,70  |
|                         | Outros                         | 131   | 3,77 / 100,00   |       |
| Votos Inválidos         | Votos Inválidos                | 117   | 3,35 / 100,00   | 0,50  |
| Total                   | Total                          | 3 489 | 100,00 / 100,00 |       |
| Eleitorado/Participação | Eleitorado/Participação        | 5 065 | 68,88 / 100,00  | 1,78  |

### Lousã
| Partido                 | Partido                        | Votos  | %               | +/-   |
| ----------------------- | ------------------------------ | ------ | --------------- | ----- |
|                         | Partido Social Democrata       | 3 682  | 47,38 / 100,00  | 19,49 |
|                         | Partido Socialista             | 2 762  | 35,54 / 100,00  | 1,88  |
|                         | Coligação Democrática Unitária | 309    | 3,98 / 100,00   | 3,57  |
|                         | Centro Democrático e Social    | 293    | 3,77 / 100,00   | 3,20  |
|                         | Partido Renovador Democrático  | 194    | 2,50 / 100,00   | 9,60  |
|                         | Outros                         | 255    | 3,26 / 100,00   |       |
| Votos Inválidos         | Votos Inválidos                | 276    | 3,55 / 100,00   | 0,44  |
| Total                   | Total                          | 7 771  | 100,00 / 100,00 |       |
| Eleitorado/Participação | Eleitorado/Participação        | 10 552 | 73,64 / 100,00  | 0,51  |

### Mira
| Partido                 | Partido                        | Votos  | %               | +/-   |
| ----------------------- | ------------------------------ | ------ | --------------- | ----- |
|                         | Partido Social Democrata       | 4 168  | 59,46 / 100,00  | 18,28 |
|                         | Partido Socialista             | 1 944  | 27,73 / 100,00  | 4,93  |
|                         | Centro Democrático e Social    | 341    | 4,86 / 100,00   | 6,23  |
|                         | Coligação Democrática Unitária | 145    | 2,07 / 100,00   | 0,77  |
|                         | Partido Renovador Democrático  | 113    | 1,61 / 100,00   | 5,61  |
|                         | Outros                         | 157    | 2,24 / 100,00   |       |
| Votos Inválidos         | Votos Inválidos                | 142    | 2,03 / 100,00   | 0,07  |
| Total                   | Total                          | 7 010  | 100,00 / 100,00 |       |
| Eleitorado/Participação | Eleitorado/Participação        | 10 452 | 67,07 / 100,00  | 2,78  |

### Miranda do Corvo
| Partido                 | Partido                        | Votos | %               | +/-   |
| ----------------------- | ------------------------------ | ----- | --------------- | ----- |
|                         | Partido Social Democrata       | 3 326 | 50,39 / 100,00  | 20,57 |
|                         | Partido Socialista             | 2 128 | 32,24 / 100,00  | 1,99  |
|                         | Coligação Democrática Unitária | 241   | 3,65 / 100,00   | 2,42  |
|                         | Centro Democrático e Social    | 233   | 3,53 / 100,00   | 2,87  |
|                         | Partido Renovador Democrático  | 221   | 3,35 / 100,00   | 12,28 |
|                         | Partido Popular Monárquico     | 90    | 1,36 / 100,00   | -     |
|                         | Outros                         | 180   | 2,72 / 100,00   |       |
| Votos Inválidos         | Votos Inválidos                | 182   | 2,76 / 100,00   | 1,11  |
| Total                   | Total                          | 6 601 | 100,00 / 100,00 |       |
| Eleitorado/Participação | Eleitorado/Participação        | 9 622 | 68,60 / 100,00  | 0,37  |

### Montemor-o-Velho
| Partido                 | Partido                        | Votos  | %               | +/-   |
| ----------------------- | ------------------------------ | ------ | --------------- | ----- |
|                         | Partido Social Democrata       | 5 966  | 44,32 / 100,00  | 25,62 |
|                         | Partido Socialista             | 4 251  | 31,58 / 100,00  | 0,62  |
|                         | Coligação Democrática Unitária | 1 040  | 7,73 / 100,00   | 4,51  |
|                         | Partido Renovador Democrático  | 574    | 4,26 / 100,00   | 15,44 |
|                         | Centro Democrático e Social    | 534    | 3,97 / 100,00   | 5,63  |
|                         | Outros                         | 590    | 4,38 / 100,00   |       |
| Votos Inválidos         | Votos Inválidos                | 506    | 3,76 / 100,00   | 0,22  |
| Total                   | Total                          | 13 461 | 100,00 / 100,00 |       |
| Eleitorado/Participação | Eleitorado/Participação        | 21 655 | 62,16 / 100,00  | 2,94  |

### Oliveira do Hospital
| Partido                 | Partido                        | Votos  | %               | +/-   |
| ----------------------- | ------------------------------ | ------ | --------------- | ----- |
|                         | Partido Social Democrata       | 8 247  | 61,16 / 100,00  | 21,94 |
|                         | Partido Socialista             | 3 232  | 23,97 / 100,00  | 7,45  |
|                         | Centro Democrático e Social    | 757    | 5,61 / 100,00   | 4,27  |
|                         | Partido Renovador Democrático  | 221    | 1,64 / 100,00   | 7,91  |
|                         | Coligação Democrática Unitária | 192    | 1,42 / 100,00   | 1,10  |
|                         | Outros                         | 488    | 3,61 / 100,00   |       |
| Votos Inválidos         | Votos Inválidos                | 348    | 2,58 / 100,00   | 0,81  |
| Total                   | Total                          | 13 485 | 100,00 / 100,00 |       |
| Eleitorado/Participação | Eleitorado/Participação        | 18 459 | 73,05 / 100,00  | 0,25  |

### Pampilhosa da Serra
| Partido                 | Partido                        | Votos | %               | +/-   |
| ----------------------- | ------------------------------ | ----- | --------------- | ----- |
|                         | Partido Social Democrata       | 2 689 | 65,75 / 100,00  | 15,22 |
|                         | Partido Socialista             | 726   | 17,75 / 100,00  | 2,73  |
|                         | Centro Democrático e Social    | 197   | 4,82 / 100,00   | 3,61  |
|                         | Coligação Democrática Unitária | 112   | 2,74 / 100,00   | 1,13  |
|                         | Partido Renovador Democrático  | 59    | 1,44 / 100,00   | 7,30  |
|                         | Partido Popular Monárquico     | 41    | 1,00 / 100,00   | -     |
|                         | Outros                         | 123   | 3,02 / 100,00   |       |
| Votos Inválidos         | Votos Inválidos                | 143   | 3,50 / 100,00   | 0,53  |
| Total                   | Total                          | 4 090 | 100,00 / 100,00 |       |
| Eleitorado/Participação | Eleitorado/Participação        | 6 039 | 67,73 / 100,00  | 9,87  |

### Penacova
| Partido                 | Partido                        | Votos  | %               | +/-   |
| ----------------------- | ------------------------------ | ------ | --------------- | ----- |
|                         | Partido Social Democrata       | 5 496  | 58,66 / 100,00  | 15,15 |
|                         | Partido Socialista             | 2 357  | 25,15 / 100,00  | 1,85  |
|                         | Centro Democrático e Social    | 432    | 4,61 / 100,00   | 3,27  |
|                         | Coligação Democrática Unitária | 378    | 4,03 / 100,00   | 2,57  |
|                         | Partido Renovador Democrático  | 125    | 1,33 / 100,00   | 7,11  |
|                         | Outros                         | 319    | 3,39 / 100,00   |       |
| Votos Inválidos         | Votos Inválidos                | 263    | 2,81 / 100,00   | 0,36  |
| Total                   | Total                          | 9 370  | 100,00 / 100,00 |       |
| Eleitorado/Participação | Eleitorado/Participação        | 13 263 | 70,65 / 100,00  | 3,18  |

### Penela
| Partido                 | Partido                        | Votos | %               | +/-   |
| ----------------------- | ------------------------------ | ----- | --------------- | ----- |
|                         | Partido Social Democrata       | 2 756 | 64,26 / 100,00  | 14,78 |
|                         | Partido Socialista             | 1 009 | 23,53 / 100,00  | 0,87  |
|                         | Centro Democrático e Social    | 123   | 2,87 / 100,00   | 2,24  |
|                         | Coligação Democrática Unitária | 87    | 2,03 / 100,00   | 1,46  |
|                         | Partido Renovador Democrático  | 62    | 1,45 / 100,00   | 9,03  |
|                         | Outros                         | 128   | 2,98 / 100,00   |       |
| Votos Inválidos         | Votos Inválidos                | 124   | 2,89 / 100,00   | 0,45  |
| Total                   | Total                          | 4 289 | 100,00 / 100,00 |       |
| Eleitorado/Participação | Eleitorado/Participação        | 6 272 | 68,38 / 100,00  | 3,50  |

### Soure
| Partido                 | Partido                        | Votos  | %               | +/-   |
| ----------------------- | ------------------------------ | ------ | --------------- | ----- |
|                         | Partido Socialista             | 4 872  | 40,00 / 100,00  | 3,73  |
|                         | Partido Social Democrata       | 4 870  | 39,99 / 100,00  | 18,39 |
|                         | Coligação Democrática Unitária | 809    | 6,64 / 100,00   | 2,84  |
|                         | Centro Democrático e Social    | 361    | 2,96 / 100,00   | 1,21  |
|                         | Partido Renovador Democrático  | 334    | 2,74 / 100,00   | 17,46 |
|                         | Outros                         | 515    | 4,23 / 100,00   |       |
| Votos Inválidos         | Votos Inválidos                | 418    | 3,44 / 100,00   | 0,43  |
| Total                   | Total                          | 12 179 | 100,00 / 100,00 |       |
| Eleitorado/Participação | Eleitorado/Participação        | 18 459 | 65,98 / 100,00  | 0,88  |

### Tábua
| Partido                 | Partido                        | Votos  | %               | +/-   |
| ----------------------- | ------------------------------ | ------ | --------------- | ----- |
|                         | Partido Social Democrata       | 4 516  | 61,18 / 100,00  | 22,13 |
|                         | Partido Socialista             | 1 426  | 19,32 / 100,00  | 5,91  |
|                         | Centro Democrático e Social    | 625    | 8,47 / 100,00   | 5,29  |
|                         | Coligação Democrática Unitária | 172    | 2,33 / 100,00   | 2,37  |
|                         | Partido Renovador Democrático  | 99     | 1,34 / 100,00   | 8,07  |
|                         | Partido Popular Monárquico     | 99     | 1,34 / 100,00   | -     |
|                         | Outros                         | 222    | 3,01 / 100,00   |       |
| Votos Inválidos         | Votos Inválidos                | 222    | 3,01 / 100,00   | 0,50  |
| Total                   | Total                          | 7 381  | 100,00 / 100,00 |       |
| Eleitorado/Participação | Eleitorado/Participação        | 10 499 | 70,30 / 100,00  | 0,50  |

### Vila Nova de Poiares
| Partido                 | Partido                        | Votos | %               | +/-   |
| ----------------------- | ------------------------------ | ----- | --------------- | ----- |
|                         | Partido Social Democrata       | 2 159 | 59,67 / 100,00  | 15,98 |
|                         | Partido Socialista             | 770   | 21,28 / 100,00  | 3,92  |
|                         | Centro Democrático e Social    | 154   | 4,26 / 100,00   | 1,05  |
|                         | Coligação Democrática Unitária | 153   | 4,23 / 100,00   | 2,43  |
|                         | Partido Renovador Democrático  | 97    | 2,68 / 100,00   | 8,48  |
|                         | Outros                         | 153   | 4,23 / 100,00   |       |
| Votos Inválidos         | Votos Inválidos                | 132   | 3,65 / 100,00   | 0,15  |
| Total                   | Total                          | 3 618 | 100,00 / 100,00 |       |
| Eleitorado/Participação | Eleitorado/Participação        | 5 297 | 68,30 / 100,00  | 0,28  |